# 任錫五
任錫五（1906年7月—2000年），廣東東莞常平鎮金美村人，任錫五汽車有限公司創辦人，有「香港旅遊巴大王」的稱號。1930年代，任錫五有份出資興建家鄉的莞樟公路，另又在東莞大朗鎮開設大有園農場（現址為東莞市第三看守所）。2000年逝世於香港。